# Váy

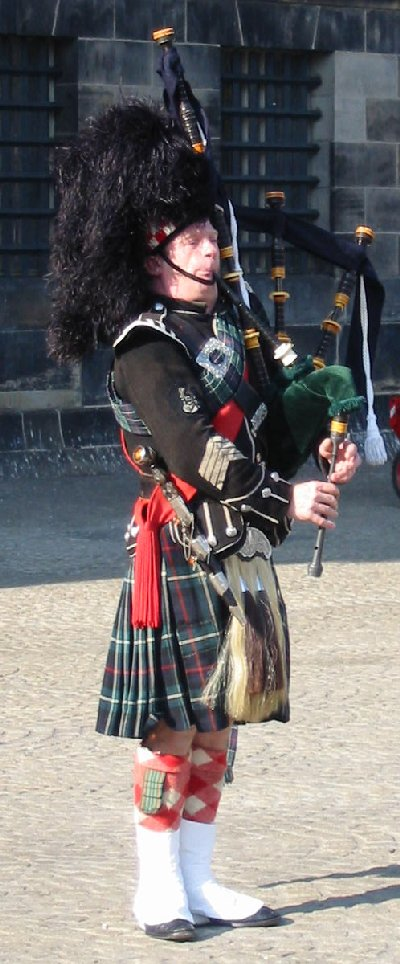
Váy đàn ông Scotland.

Váy là đồ mặc che thân từ thắt lưng trở xuống, trước đây đa số phụ nữ đều mặc. Một số nước nam giới cũng mặc váy.

## Lịch sử

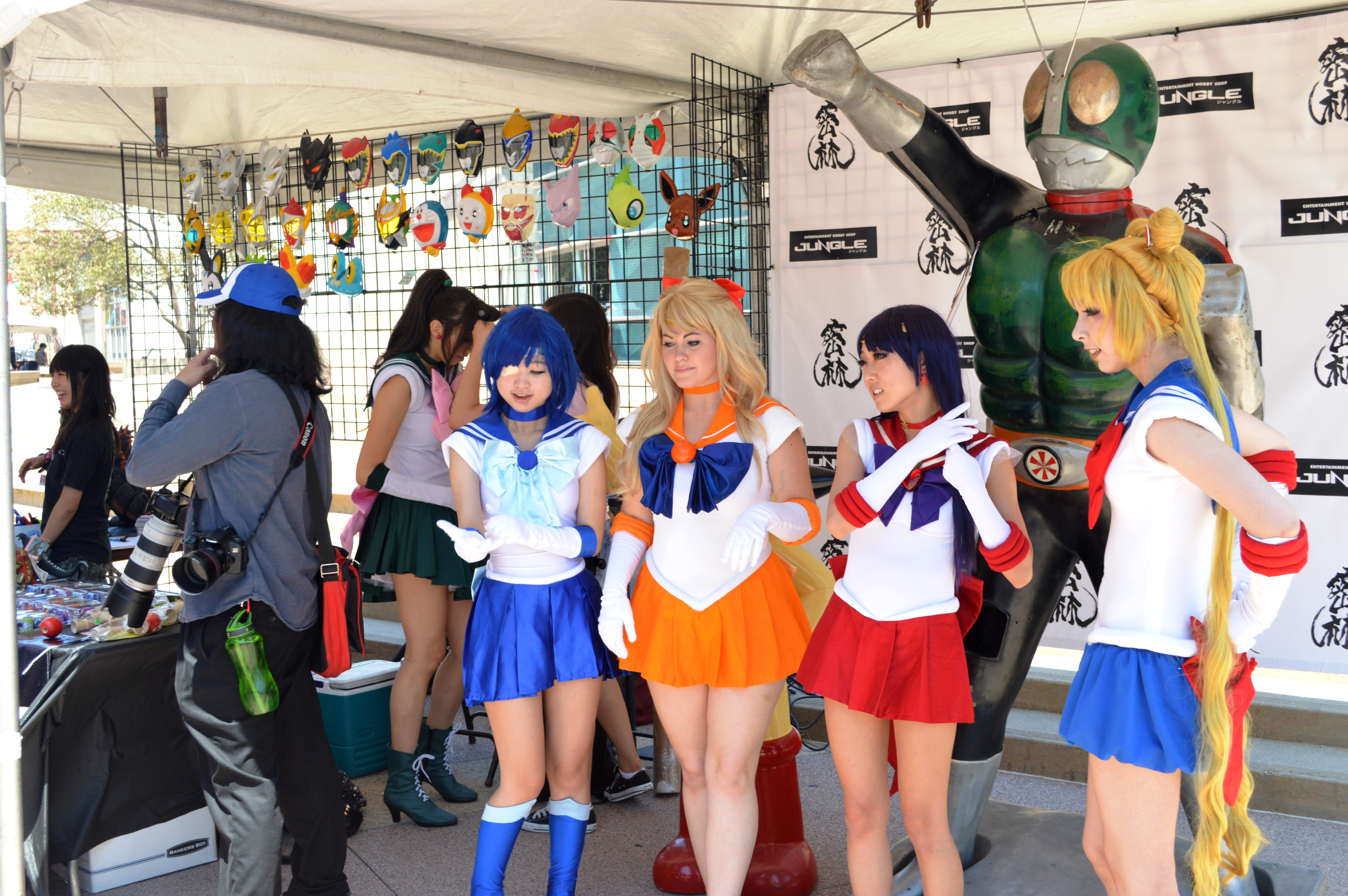
Váy học sinh ở Nhật Bản

Váy là một trong những loại trang phục có tuổi đời lâu nhất trong lịch sử loài người. Ở thời kỳ đầu, những chiếc váy có hình dạng là những chiếc khố (được làm từ da động vật hoặc lá cây), được quấn quanh bụng người mặc. Theo những gì được vẽ trên các bức tranh cổ thì người ta còn nhận ra hình ảnh của những người đàn ông mặc váy. Điều này nói lên rằng trang phục này trước kia là dành cho cả nam lẫn nữ.
Thế kỷ 19 đánh dấu sự thống trị của những kiểu đầm dài có thiết kế khá "cồng kềnh". Các trang phục này ôm lấy thắt lưng và phần thân váy xòe rộng xuống dưới hông người mặc. Những năm 1960 của thế kỷ 20, chiến tranh nổ ra khiến phụ nữ phải thay đổi cách ăn mặc của mình để thích nghi với tình hình chiến sự. Kết quả là, váy được thiết kế ngắn hơn. Đây là cột mốc đánh dấu sự xuất hiện của những mẫu váy ngắn, có chiều dài chấm mắt cá, chấm bắp chân hoặc ngắn hơn.
Những năm 1965, làng thời trang chịu ảnh hưởng bởi những mẫu váy ngắn của André Courrèges, Mary Quant. Kể từ đó, người ta dần quen thuộc với một khái niệm mới, đó là váy ngắn (hay Mini Skirt). Các thiết kế của Quant không những mang lại một "làn gió mới" cho làng thời trang thời bấy giờ, mà còn giúp phụ nữ có cơ hội tự quyết định được chiều dài cho chiếc váy mình yêu thích. Chính điều này đã sản sinh ra những chiếc váy ngắn micro-mini tồn tại cho đến ngày nay.
Có nhiều loại váy may theo nhiều kiểu cách khác nhau, tùy theo từng dân tộc và văn hóa ở đó. Có bốn loại chính: 
- Váy quấn (váy mở)
- Váy kin (váy chui)
- Váy lá
- Váy voan

## Váy cưới

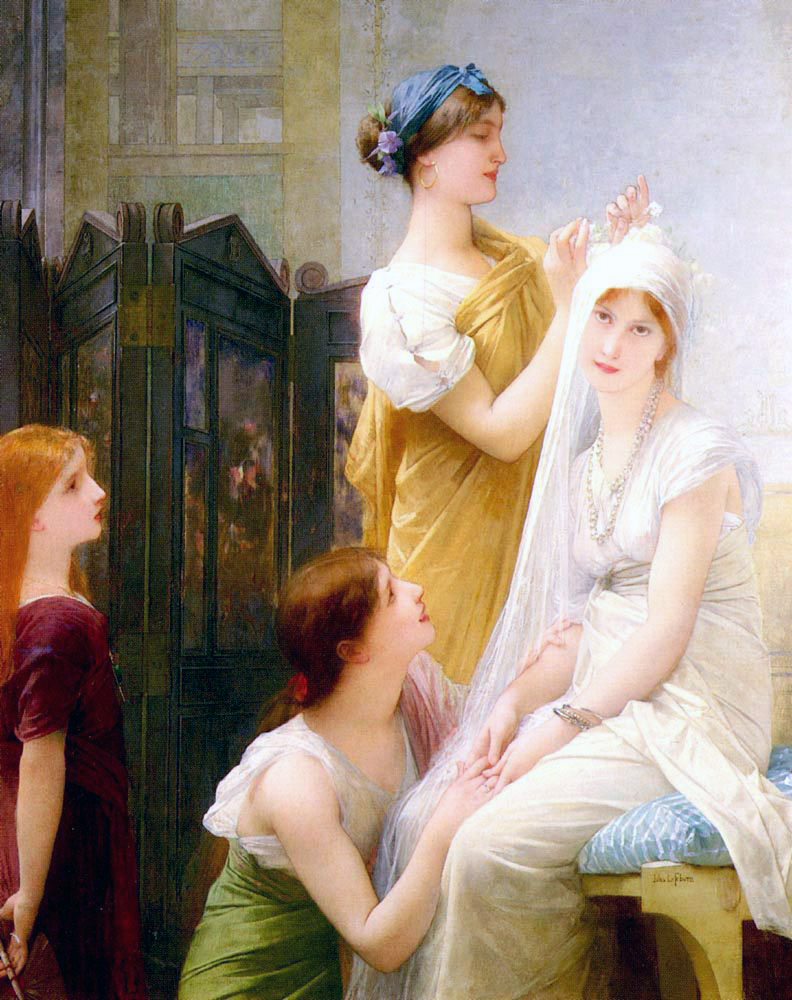
Jules Joseph Lefebvre:La Fiancée
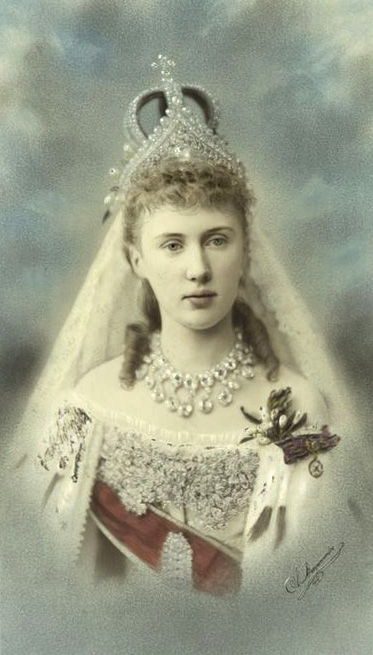
"Mavra" in her wedding costume, April 1884
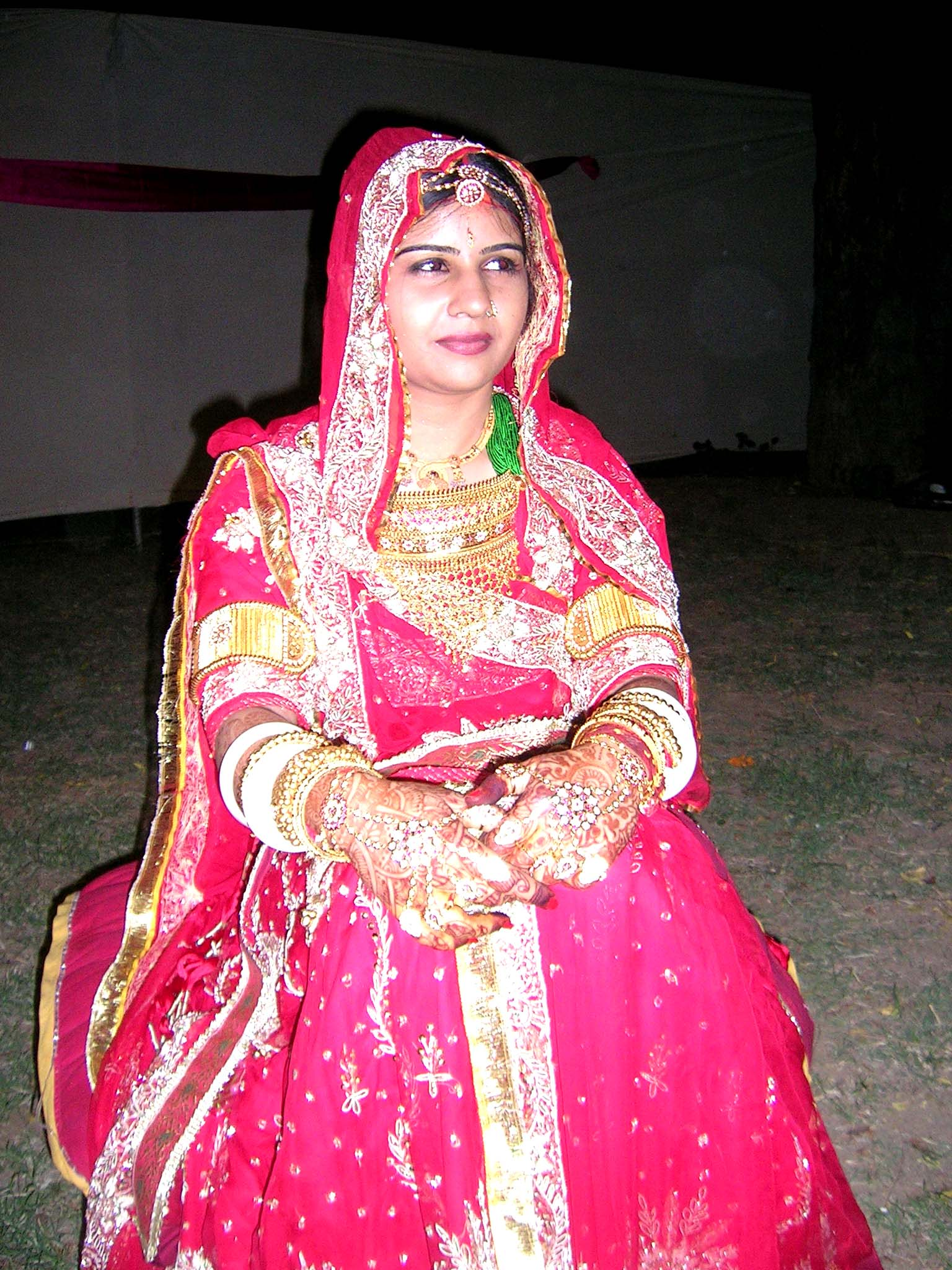
Rajput bride wearing a pink lehenga
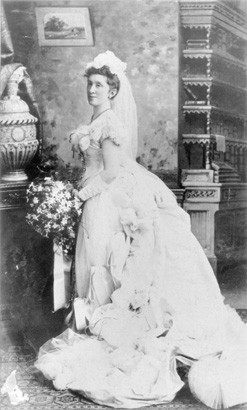
Margaret Forrest from Australia, 1876
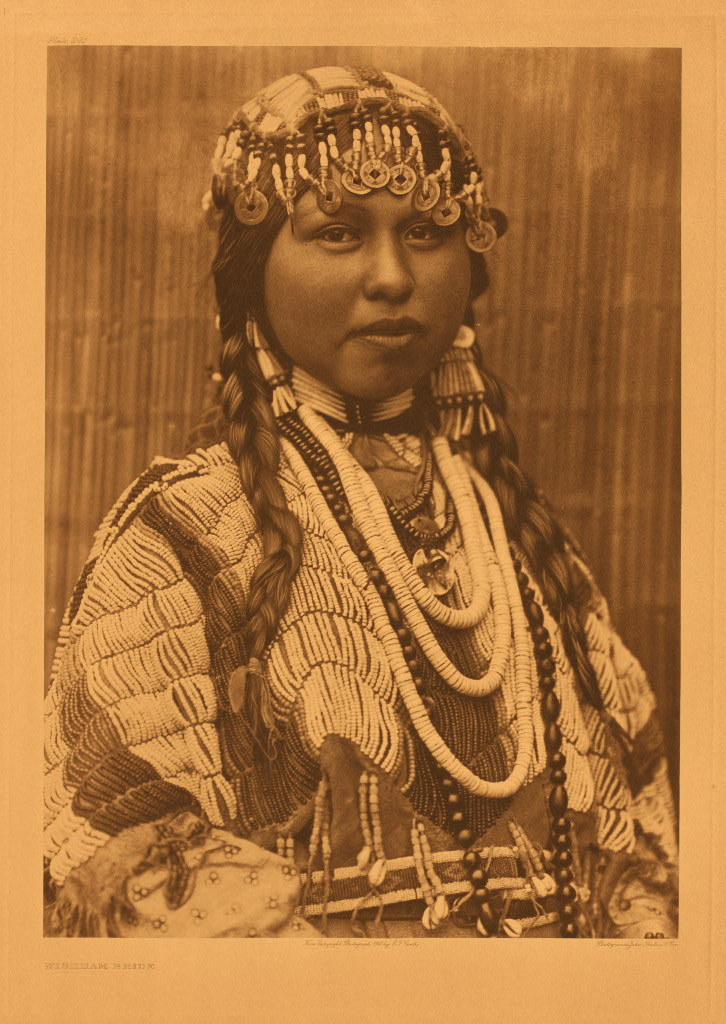
North American bride in 1911
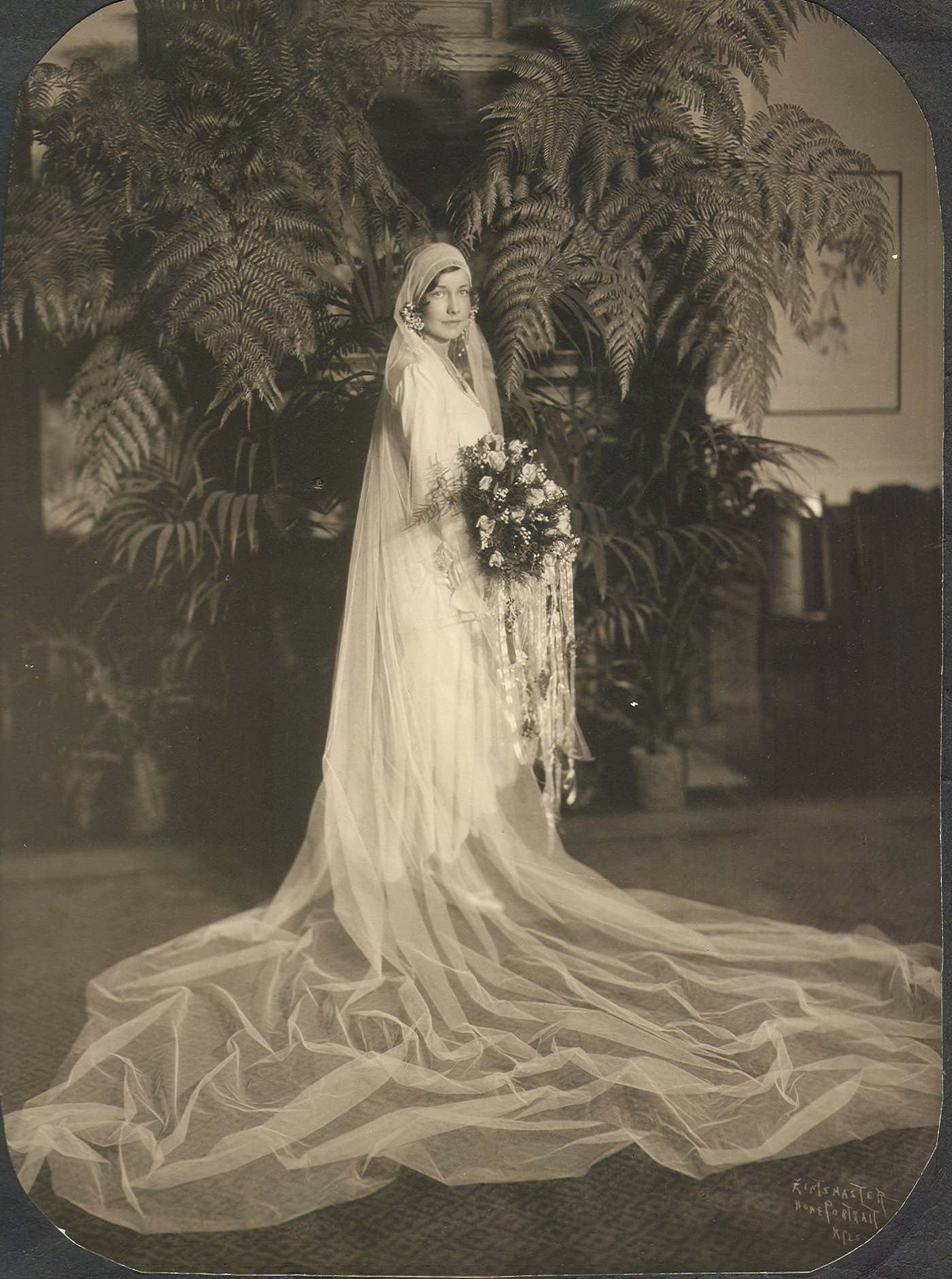
Bride, Minneapolis, Minnesota, 1929
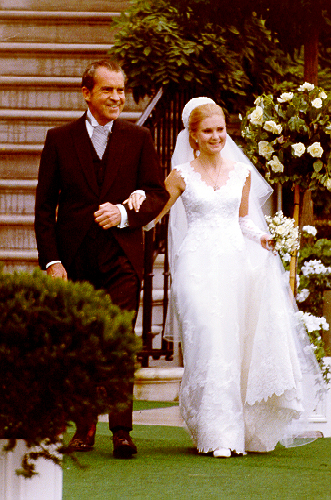
Patricia Nixon Cox with her dad Richard Nixon, 1971
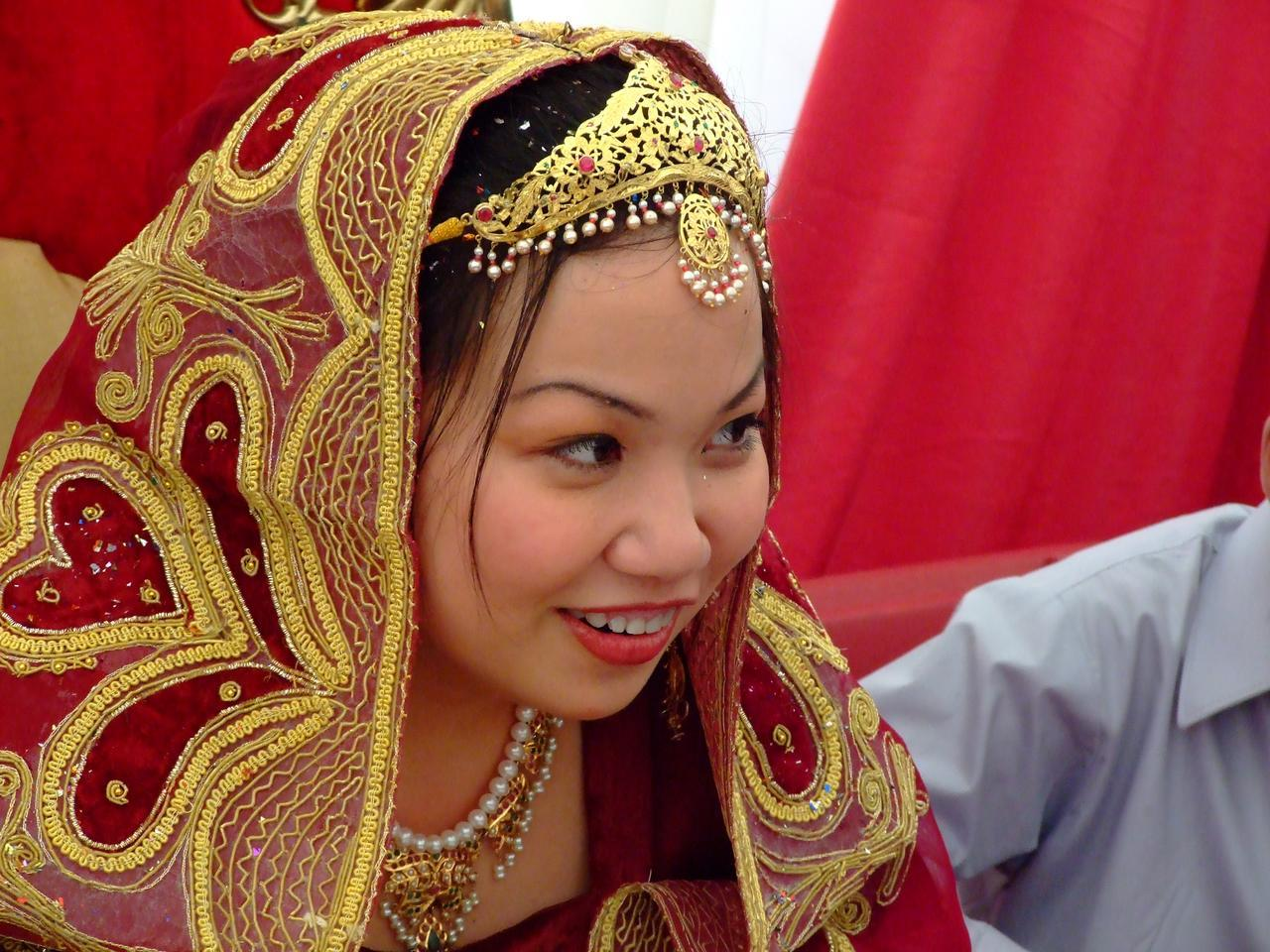
Bride at a Nikah ceremony. She is wearing a typical South Asian red head covering and jewellery